# Tourist Trophy 1955
Il Tourist Trophy fu il terzo appuntamento del motomondiale 1955.
Si svolse dall'8 al 10 giugno 1955 e vi corsero tutte le classi disputate in singolo, nonché i sidecar. Gareggiarono per prime l'8 giugno le 125 e le 250, il 10 le restanti categorie.
Novità dell'edizione 1955 fu che, oltre ai classe sidecar e alle classe 125, anche la classe 250 disputò la gara sul circuito Clypse e solo le due categorie di maggior cilindrata si svolsero sul Circuito del Mountain.
Questa edizione del TT viene ricordata anche per essere la prima in cui nessuna vittoria, in nessuna classe, fu di case motociclistiche britanniche: si imposero case italiane in tutte le gare in singolo e la tedesca BMW tra le motocarrozzette.
In compenso i piloti britannici si imposero in tre classi su 5 con Geoff Duke su Gilera che si impose in classe 500 e Bill Lomas che ottenne la doppietta 350/250; quest'ultimo gareggiò con la Moto Guzzi in 500 e 350 in sostituzione dell'infortunato Dickie Dale, mentre era pilota ufficiale della MV Agusta in 250 e 125. Oltre alle due vittorie ottenne anche il settimo posto in 500 e il quarto nelle 125.
Il vincitore dell'ottavo di litro fu Carlo Ubbiali su MV Agusta mentre tra i sidecar si impose l'equipaggio Walter Schneider/Hans Strauß.

## Classe 500
Al Senior TT furono 77 i piloti alla partenza e 47 vennero classificati al termine della gara. Tra i piloti ritirati Jack Ahearn, mentre arrivarono in posizioni di rincalzo Arthur Wheeler (17º) e John Surtees (29º).

### Arrivati al traguardo (prime 10 posizioni)
| Pos. | Pilota        | Moto       | Tempo      | Punti |
| ---- | ------------- | ---------- | ---------- | ----- |
| 1    | Geoff Duke    | Gilera     | 2h 41:49.8 | 8     |
| 2    | Reg Armstrong | Gilera     | + 1:59.2   | 6     |
| 3    | Ken Kavanagh  | Moto Guzzi | + 4:43.0   | 4     |
| 4    | Jack Brett    | Norton     | + 5:49.8   | 3     |
| 5    | Bob McIntyre  | Norton     | + 7:03.4   | 2     |
| 6    | Derek Ennett  | Matchless  | + 9:24.6   | 1     |
| 7    | Bill Lomas    | Moto Guzzi | + 12:05.0  |       |
| 8    | Eric Jones    | Norton     | + 12:55.4  |       |
| 9    | Derek Powell  | Matchless  | + 13:35.4  |       |
| 10   | Peter Davey   | Norton     | + 14:25.2  |       |

## Classe 350
Allo Junior TT furono 78 i piloti alla partenza e 52 quelli classificati al termine della corsa. Tra i ritirati Ken Kavanagh.

### Arrivati al traguardo (prime 10 posizioni)
| Pos. | Pilota          | Moto       | Tempo      | Punti |
| ---- | --------------- | ---------- | ---------- | ----- |
| 1    | Bill Lomas      | Moto Guzzi | 2h 51:38.2 | 8     |
| 2    | Bob McIntyre    | Norton     |            | 6     |
| 3    | Cecil Sandford  | Moto Guzzi |            | 4     |
| 4    | John Surtees    | Norton     |            | 3     |
| 5    | Maurice Quincey | Norton     |            | 2     |
| 6    | John Hartle     | Norton     |            | 1     |
| 7    | Derek Ennett    | AJS        |            |       |
| 8    | Duilio Agostini | Moto Guzzi |            |       |
| 9    | Peter Murphy    | AJS        |            |       |
| 10   | Jack Ahearn     | Norton     |            |       |

## Classe 250
Nel Lightweight TT furono 16 i piloti alla partenza e solo 8 quelli classificati al termine della prova. Tra i ritirati vi furono Umberto Masetti e Luigi Taveri.

### Arrivati al traguardo
| Pos. | Pilota              | Moto       | Tempo      | Punti |
| ---- | ------------------- | ---------- | ---------- | ----- |
| 1    | Bill Lomas          | MV Agusta  | 1h 21:38.2 | 8     |
| 2    | Cecil Sandford      | Moto Guzzi |            | 6     |
| 3    | Hermann Paul Müller | NSU        |            | 4     |
| 4    | Arthur Wheeler      | Moto Guzzi |            | 3     |
| 5    | Dave Chadwick       | RDS/Norton |            | 2     |
| 6    | Bill Webster        | Velocette  |            | 1     |
| 7    | Phil Carter         | Norton     |            |       |
| 8    | Bill Maddrick       | Moto Guzzi |            |       |

## Classe 125
Nell'Ultra-Lightweight TT furono 17 i piloti alla partenza e 8 classificati al traguardo. Tra i ritirati Romolo Ferri, Umberto Masetti e Tarquinio Provini

### Arrivati al traguardo
| Pos. | Pilota            | Moto       | Tempo      | Punti |
| ---- | ----------------- | ---------- | ---------- | ----- |
| 1    | Carlo Ubbiali     | MV Agusta  | 1h 23:38.2 | 8     |
| 2    | Luigi Taveri      | MV Agusta  |            | 6     |
| 3    | Giuseppe Lattanzi | FB Mondial |            | 4     |
| 4    | Bill Lomas        | MV Agusta  |            | 3     |
| 5    | Bill Webster      | MV Agusta  |            | 2     |
| 6    | Ross Porter       | MV Agusta  |            | 1     |
| 7    | F H Burman        | EMC-Puch   |            |       |
| 8    | L C Harfield      | LCH        |            |       |

## Sidecar TT
Furono 16 equipaggi alla partenza e 10 al traguardo.

### Arrivati al traguardo
| Pos | Pilota             | Passeggero         | Moto      | Tempo      | Punti |
| --- | ------------------ | ------------------ | --------- | ---------- | ----- |
| 1   | Walter Schneider   | Hans Strauß        | BMW       | 1h 23:14.0 | 8     |
| 2   | Bill Boddice       | William Storr      | Norton    |            | 6     |
| 3   | Peter 'Pip' Harris | Ray Campbell       | Matchless |            | 4     |
| 4   | Jackie Beeton      | Charles Billingham | Norton    |            | 3     |
| 5   | Frank Taylor       | Ron Taylor         | Norton    |            | 2     |
| 6   | Ernie Walker       | Dun Roberts        | Norton    |            | 1     |
| 7   | Fred Hanks         | E Dorman           | Matchless |            |       |
| 8   | D York             | G E Tyler          | Norton    |            |       |
| 9   | A H Skein          | D A Overall        | Norton    |            |       |
| 10  | F Muhlemann        | W Reusser          | BSA       |            |       |